# マキノー島
マキノー島（マキノーとう、マッキノー島（マッキノーとう）、Mackinac Island）はヒューロン湖に浮かぶ島のひとつである。アメリカ合衆国ミシガン州に属し、アッパー半島とロウアー半島を隔てるマキノー海峡のすぐ東側に位置する 。面積は約9.8km²。

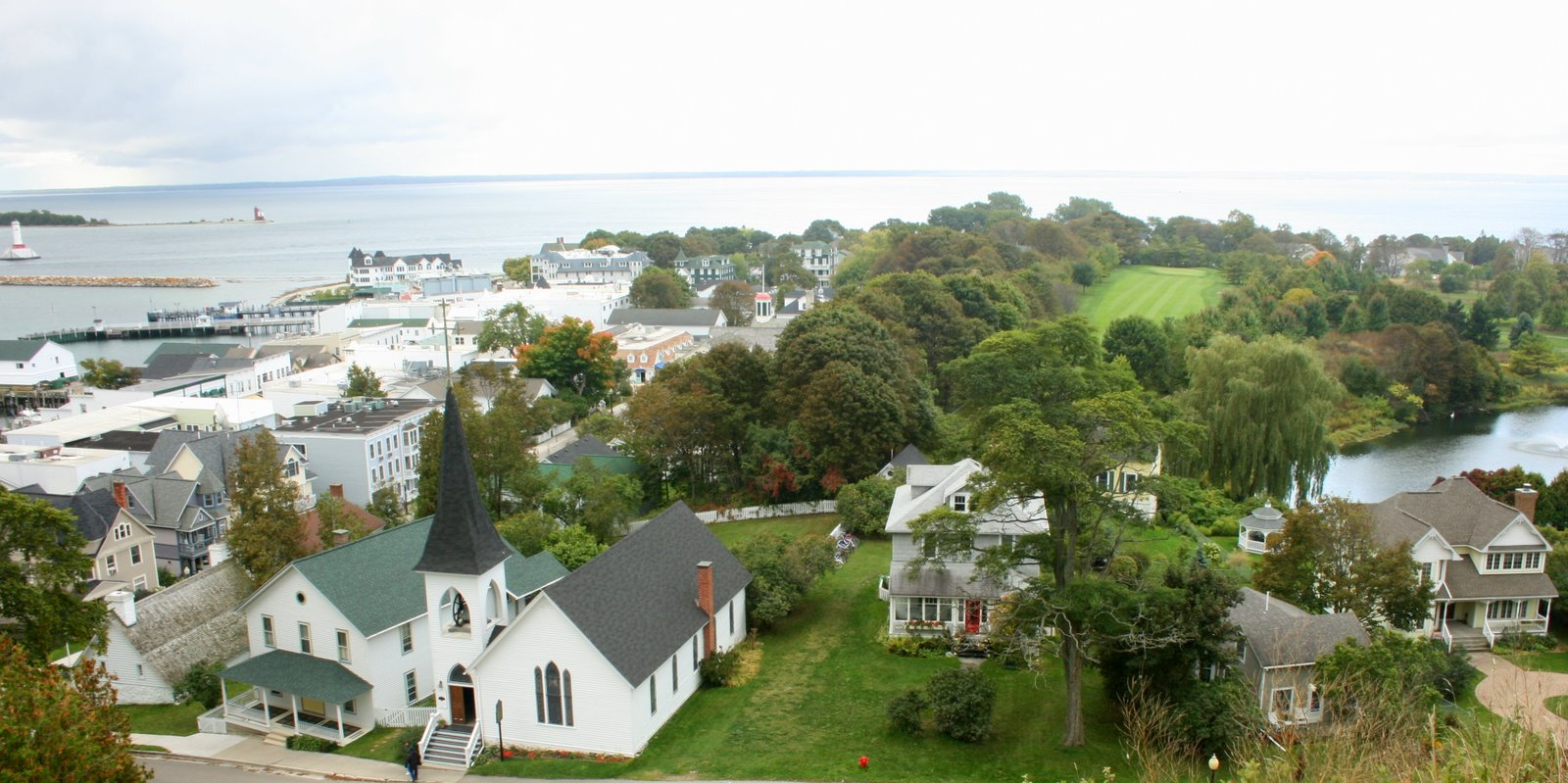
砦から見た市街

かつてこの島は五大湖の毛皮交易における重要な拠点としての役割を果たしていた。そのため、アメリカ独立戦争の最中にイギリスによってマキナック砦（マキノー砦）が築かれ、米英戦争において2度の会戦の場となった。
19世紀後半からは人気のある観光地となり、「サマーコロニー」として利用されるようになった。現在も島の定住者が523人（2000年調査）であるのに対して、毎年夏のピーク時には1日に約15,000人もの人々が訪れている。ヴィクトリアン調のホテル「グランドホテル」が有名。なお、島内では自動車の使用は禁止されており、移動手段は徒歩、自転車、馬車となる。
島の大部分である82%がマキノー島州立公園に指定されている。

## ある日どこかで
1979年5月から8月の間で、映画『ある日どこかで』（監督ヤノット・シュワルツ）の撮影が行われた。上述のグランドホテルもロケ地として使用され、映画にもグランドホテルとして登場している。
上述のように島内では自動車の使用が禁止されているため、特別に許可された自動車一台の使用を除き、撮影機材の移動には馬車を使い、スタッフ、キャストは自転車を利用した。また、撮影中もグランドホテルは通常の営業を続け、宿泊客がエキストラとしてロケに協力した。
グランドホテルでは、毎年、『ある日どこかで』を記念したイベント、「Somewhere in Time Weekend」を開催している。2014年は10月23日～10月26日が予定されている。